# Wiatrówka

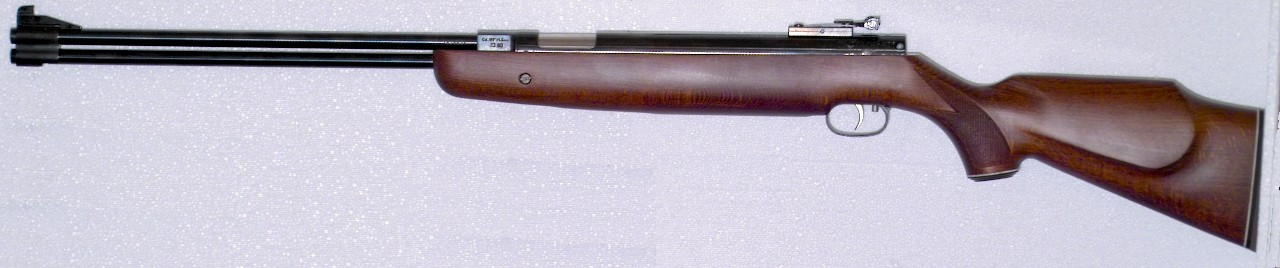
Wiatrówka sprężynowa z naciągiem dolnym

Wiatrówka – ręczna broń pneumatyczna, miotająca pociski za pomocą energii sprężonego gazu. Najczęściej wykorzystywana w roli broni sportowej, choć w XVIII w. również epizodycznie w charakterze bojowym. 

## Charakterystyka
Wiatrówki najczęściej wizualnie przypominają karabiny lub pistolety (przez co niekiedy określane są mianem karabinów i pistoletów pneumatycznych), jednak działają na zupełnie innej zasadzie. Materiałem pędnym w tego typu broni jest sprężony gaz (najczęściej powietrze  lub dwutlenek węgla). Ze względu na sposób jego sprężania można wyróżnić wiatrówki: 
- Sprężynowe – za pomocą naciągu przesuwa się tłok jednocześnie napinając sprężynę. Podczas wystrzału, zwolniona sprężyna napiera na tłok który spręża powietrze w cylindrze i wtłacza je do lufy wyrzucając pocisk[1]. Rolę naciągu pełni najczęściej osobna dźwignia umieszczona pod lufą (tzw. naciąg dolny), bądź sama lufa osadzona na zawiasie (tzw. lufa łamana).
- PCA (ang. pre-compressed air) – wyposażone w system wstępnego sprężania powietrza. Do napędzania pocisku wykorzystywane jest sprężone powietrze zmagazynowane zawczasu w zintegrowanym cylindrze (uzupełniane każdorazowo za pomocą wbudowanej pompki)[2].
- Wiatrówki na CO
2 – wiatrówki zasobnikowe, zasilane demontowalnymi jedno lub wielorazowymi zasobnikami wypełnionymi sprężonym dwutlenkiem węgla.
- PCP (ang. pre-charged pneumatic) – wiatrówki zasobnikowe, zasilane z wbudowanego zasobnika sprzężonego powietrza ładowanego za pomocą specjalnej pompki lub z zewnętrznego zbiornika, np. butli nurkowej. Wiatrówki tego typu są najbardziej zaawansowane technologicznie, prawie pozbawione odrzutu i odznaczają się największą precyzją strzału.

Wiatrówka strzela pociskami (śrutem) wykonanymi zazwyczaj ze stopu ołowiu (spotyka się również wykonane ze stopu cynku bądź z tworzywa sztucznego z osadzonym w nim elementem metalowym, lub pirotechnicznym – tzw. wybuchowe).
Kaliber wiatrówek sportowych wynosi najczęściej 4,5 mm (ze względu na stosunkowo płaską trajektorię lotu pocisku), natomiast myśliwskich 5,5 mm lub 6,35 mm. Niekiedy używane są również wiatrówki o kalibrze pośrednim (5 mm), a nieliczne modele produkowane są także w kalibrze 9 mm i większym.

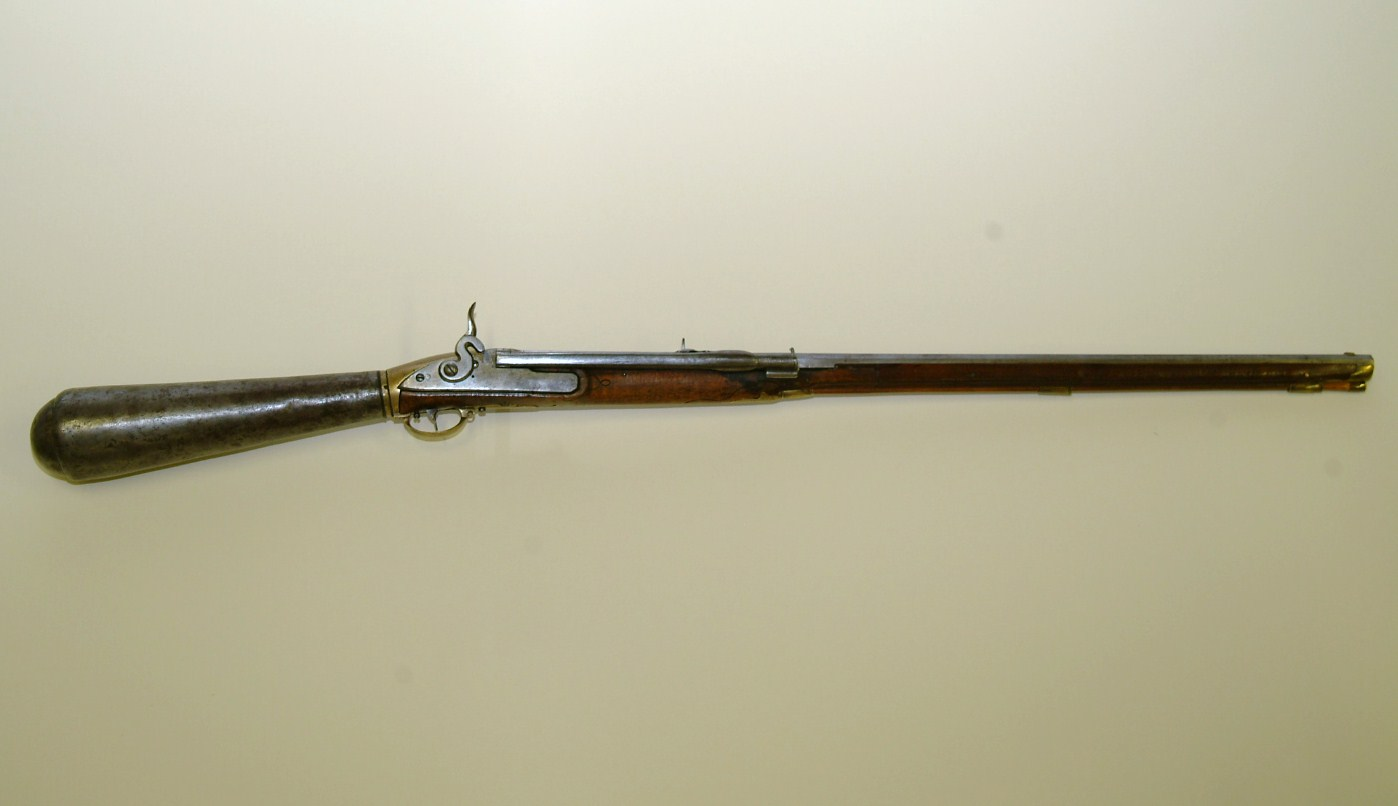
Repetierwindbuchse M.1780, wiatrówka wojskowa z XVIII w.
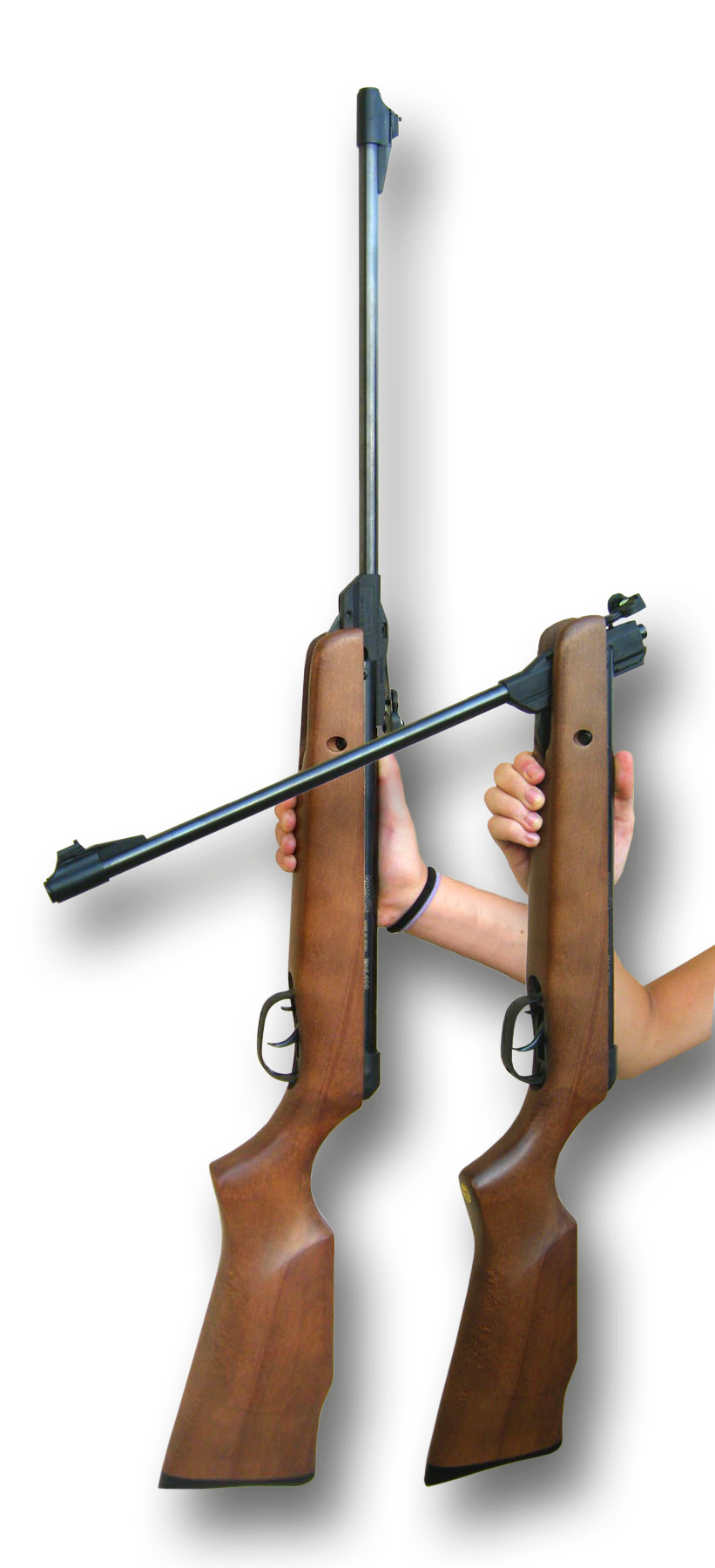
Wiatrówka sprężynowa (łamana)
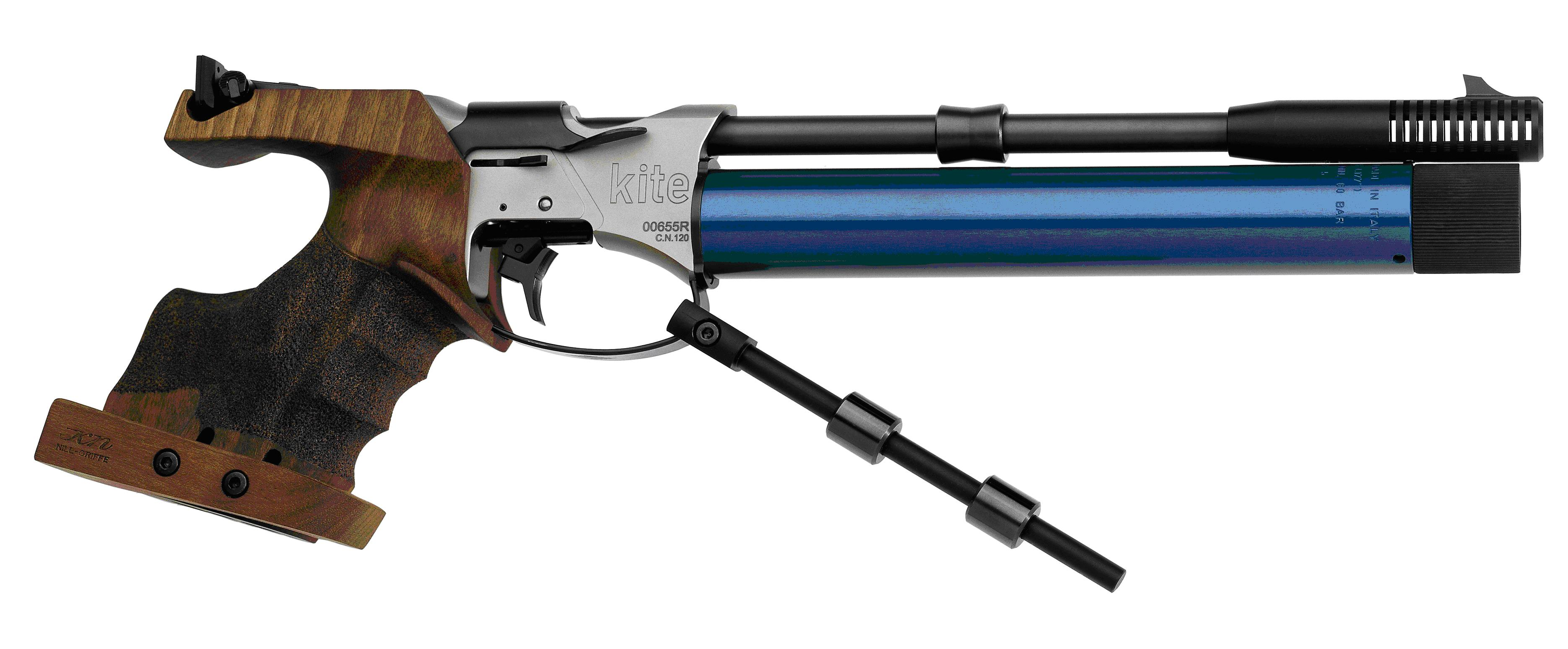
Wiatrówka ze wstępnym sprężaniem powietrza (PCA)
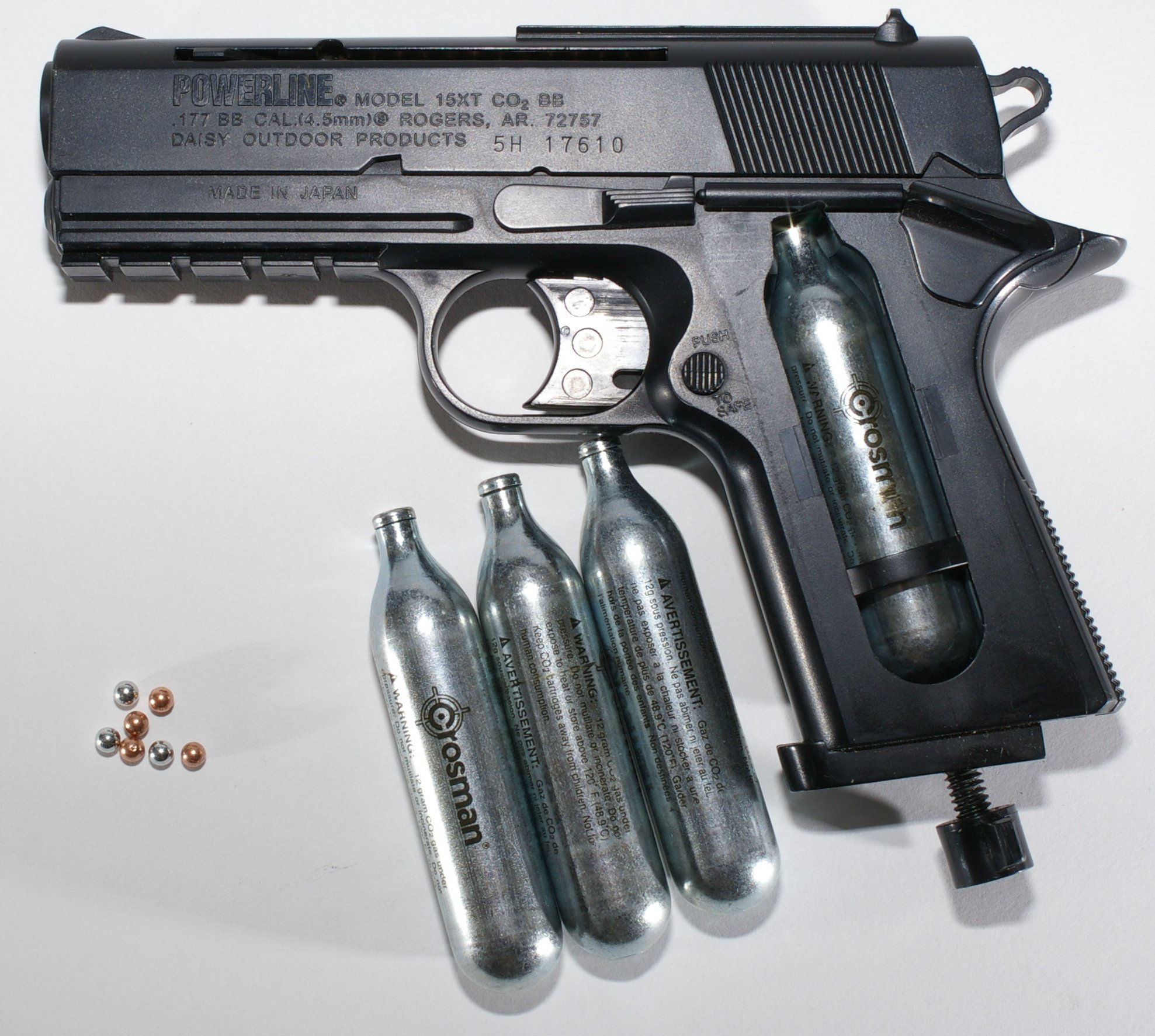
Wiatrówka CO 2 zasilana wymiennymi zasobnikami na dwutlenek węgla.
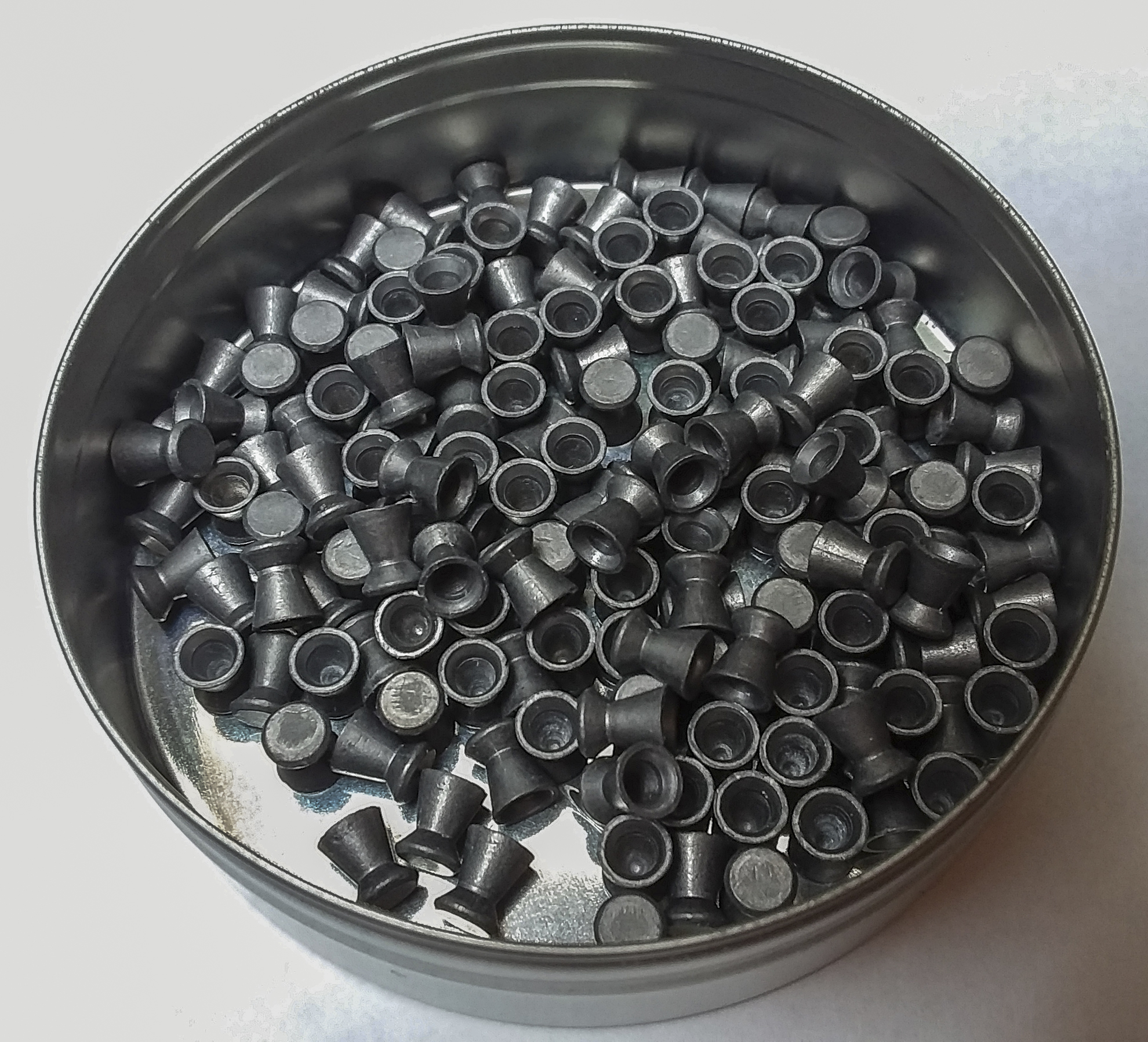
Śrut typu Diabolo (4,5 mm), jeden z popularniejszych typów amunicji wykorzystywanej w wiatrówkach sportowych

## Zastosowanie

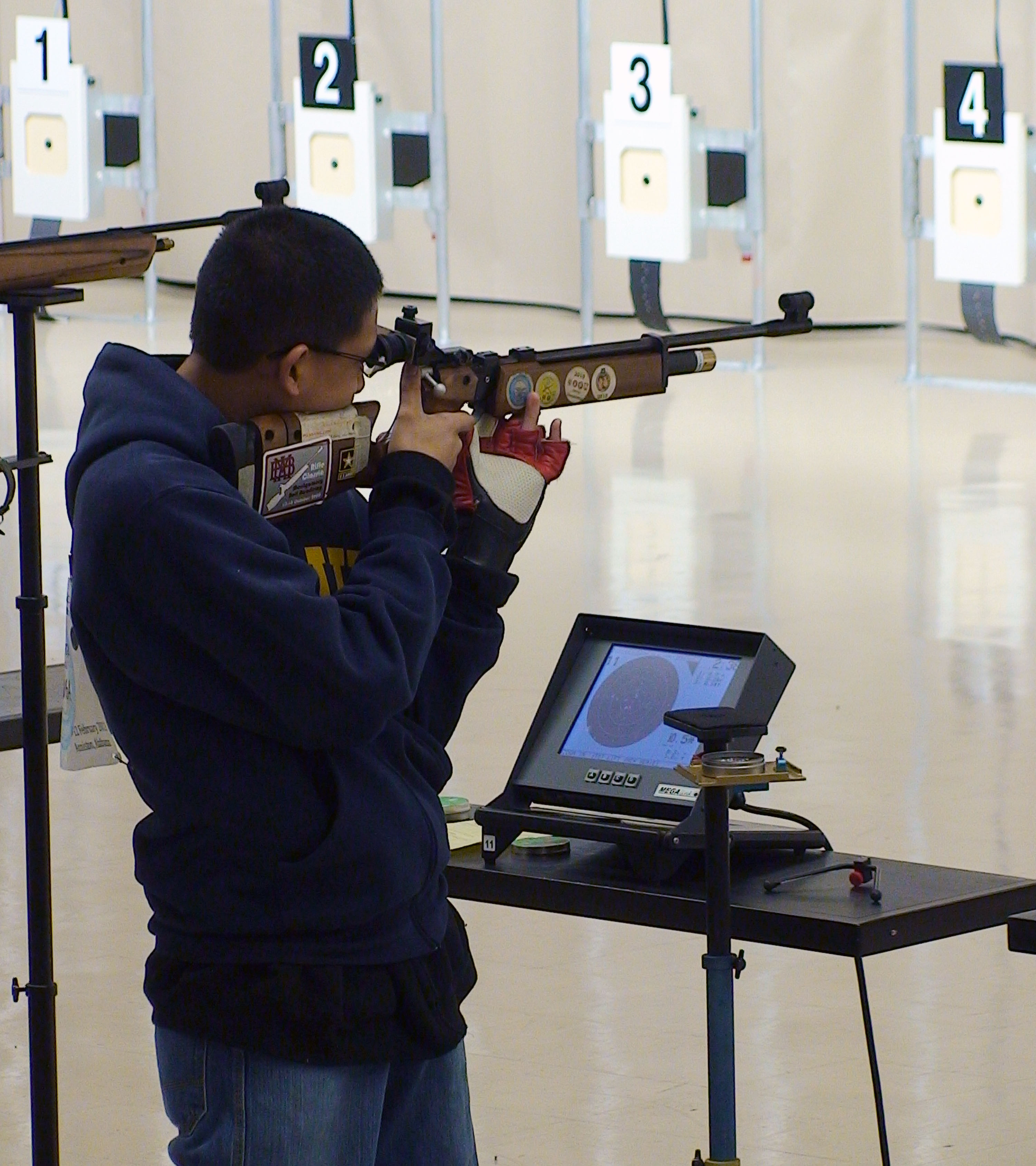
Przykład wykorzystania wiatrówki w strzelectwie sportowym

Wiatrówki używane są zarówno w wyczynowym strzelectwie pneumatycznym (sport olimpijski), jak i do rekreacji. W sporcie oprócz strzelectwa tarczowego (tzw. match) jednymi z bardziej popularnych konkurencji są również field target i silhouette. W niektórych państwach dopuszczalne jest także stosowanie wiatrówek w charakterze myśliwskim do polowań na drobną zwierzynę lub do odstrzału szkodników.

## Sytuacja prawna w Polsce
Według polskiego prawodawstwa, wobec wiatrówek o energii wylotowej pocisku nieprzekraczającej 17 J nie jest wymagane pozwolenie na broń i rejestracja. Jako broń (objętą restrykcjami) uznawane są dopiero egzemplarze przekraczające tę wartość.